# Traematosisis
Traematosisis bispinosus es una especie de araña araneomorfa de la familia Linyphiidae. Es el único miembro del género monotípico Traematosisis.

## Distribución
Se encuentra en Estados Unidos.